# 布萊克里弗鎮區 (密蘇里州巴特勒縣)
布萊克里弗鎮區（英語：Black River Township）是位於美國密蘇里州巴特勒縣的一個行政鎮區。

## 地方資料
布萊克里弗鎮區的面積為133.00平方千米，當中陸地面積為132.83平方千米，而水域面積為0.16平方千米。根據2020年美國人口普查的數據，當地共有人口1665人，而人口密度為每平方千米12.52人。